# Корнійчук Богдан Сергійович
Богда́н Сергі́йович Корнійчу́к (14 травня 1999, с. Морочне, Вараський район, Рівненська область, Україна — 6 березня 2022, м. Сєвєродонецьк, Луганська область, Україна) — лейтенант Збройних Сил України, учасник російсько-української війни, що загинув під час російського вторгнення в Україну 2022 року, Герой України з удостоєнням ордена «Золота Зірка» (2022, посмертно).

## Життєпис
Народився 14 травня 1999 року в с. Морочному Вараського району на Рівненщині.
Навчався в Київському військовому ліцеї імені Івана Богуна (2014—2016), НАСВ імені гетьмана Петра Сагайдачного (2016—2020, факультет морально-психологічного забезпечення).
Кандидат у майстри спорту, займався плаванням, боротьбою, військовим багатоборством.
21 червня 2020 року за розподілом був направлений для подальшого проходження військової служби до 53 ОМБр. Бригада дислокувалася в м. Сєвєродонецьку (зона Операції Об'єднаних сил). Був заступником командира з морально-психологічного забезпечення третьої танкової роти 53 ОМБр.
Загинув 6 березня 2022 року в бою при зіткненні з підрозділом збройних сил Російської Федерації під час російського вторгнення в Україну в м. Сєвєродонецьку на Луганщині.
28 червня 2023 року в День Конституції України, Президент України Володимир Зеленський передав орден «Золота Зірка» членам родини загиблого Героя України.

## Нагорода
- звання «Герой України» з удостоєнням ордена «Золота Зірка» (2022, посмертно) — за особисту мужність і героїзм, виявлені у захисті державного суверенітету та територіальної цілісності України, вірність військовій присязі[5].